# Pseudanthias marcia
Pseudanthias marcia  Randall & Hoover, 1993 è un pesce d'acqua salata appartenente alla famiglia Serranidae.